# Mazeyrat-d'Allier
Mazeyrat-d'Allier je naselje in občina v jugovzhodnem francoskem departmaju Haute-Loire regije Auvergne. Leta 2012 je naselje imelo 1.536 prebivalcev.

## Geografija
Kraj leži v pokrajini Limagne 39 km severozahodno od Le Puy-en-Velaya.

## Uprava
Mazeyrat-d'Allier je sedež kantona Pays de Lafayette, v katerega so poleg njegove vključene še občine Ally, Arlet, Aubazat, Blassac, Cerzat, Chassagnes, Chastel, Chavaniac-Lafayette, Chilhac, La Chomette, Collat, Couteuges, Cronce, Domeyrat, Ferrussac, Frugières-le-Pin, Javaugues, Jax, Josat, Lavoûte-Chilhac, Lubilhac, Mazerat-Aurouze, Mercœur, Montclard, Paulhaguet, Saint-Austremoine, Saint-Beauzire, Saint-Cirgues, Saint-Didier-sur-Doulon, Saint-Georges-d'Aurac, Saint-Ilpize, Saint-Just-près-Brioude, Saint-Préjet-Armandon, Saint-Privat-du-Dragon, Sainte-Eugénie-de-Villeneuve, Sainte-Marguerite, Salzuit, Vals-le-Chastel, Villeneuve-d'Allier
in Vissac-Auteyrac z 9.506 prebivalci (v letu 2012).
Kanton Pays de Lafayette je sestavni del okrožja Brioude.

## Zanimivosti
- cerkev saint-Privat de Reilhac iz konca 11. in začetka 12. stoletja, francoski zgodovinski spomenik od leta 1949;